# Ceratomyxa scissura
Ceratomyxa scissura is een microscopische parasiet uit de familie Ceratomyxidae. Ceratomyxa scissura werd in 1917 beschreven door Davis. 